# Tinto Brass
Tinto Brass, pseudónimo de Giovanni Brass (Veneza, 26 de março de 1933), é um realizador italiano. É muito conhecido pelos filmes eróticos que realizou.

## Biografia

### A juventude
Nascido em Veneza em 26 de março de 1933 de uma família juliana, formou-se em Direito em 1957. No fim dos anos 1950 trabalhou por dois anos na Cinémathèque de Paris, aproximando-se da Nouvelle Vague. Foi também ajudante de Alberto Cavalcanti.

### Realizador
Foi assistente de Roberto Rossellini e Joris Ivens, e seu primeiro filme como realizador foi In capo al mondo (1963)

### Outros filmes
Depois de Il disco volante de 1964; La mia signora com Alberto Sordi do 1964; o spaghetti-western Yankee do (1966); Tinto pega o caminho do cinema mais íntimo com Col cuore in gola (1967), L'urlo (1968) e Nerosubianco (1969); Dropout (1970) e La vacanza (1971). Depois destes filmes, começa o caminho erótico.

## Filmografia
- Monamour (2005)
- Fallo! (2003)
- Senso '45 (2002)
- Tra(sgre)dire (1999)
- Monella (1997)
- Fermo posta Tinto Brass (1995)
- L'uomo che guarda (1994)
- Così fan tute (1992)
- Paprika (1991)
- Snack Bar Budapest (1988)
- Capriccio (1987)
- Miranda (1985)
- La chiave (1983)
- Action (1980)
- Io, Caligola (1979)
- Salon Kitty (1975)
- La vacanza (1971)
- I Miss Sonia Henie (1971)
- Drop Out (1970)
- Nerosubianco (1969)
- L'urlo (1968)
- Col cuore in gola (1967)
- Yankee (1966)
- Il Disco volante (1964)
- La mia signora (1964)
- Ça ira - Il fiume della rivolta (1964)
- Chi lavora è perduto (1963)

## Outros filmes
Tinto foi tambèm jornalista na revista Penthouse e foi sò ator nos filmes La donna è una cosa meravigliosa de Mauro Bolognini (1964); Lucignolo de Massimo Ceccherini (1999); La rabbia de Louis Nero e Il nostro Messia de Claudio  Serughetti (2008); Impotenti esistenziali de Giuseppe Cirillo (2009).
Em 1964 realizou também seu único documentário político: Ça ira - Il fiume della rivolta.